# Amazonides fuscirufa
Amazonides fuscirufa là một loài bướm đêm trong họ Noctuidae.